# Passatelli
I passatelli sono una minestra tradizionale della Romagna, della provincia di Pesaro e Urbino, della provincia di Ancona, e di parte dell'Emilia e della Provincia di Perugia.
Il piatto, descritto già nel ricettario dell'Artusi, discende probabilmente dalla tardura, minestra romagnola di uova, formaggio e pangrattato.

## Preparazione

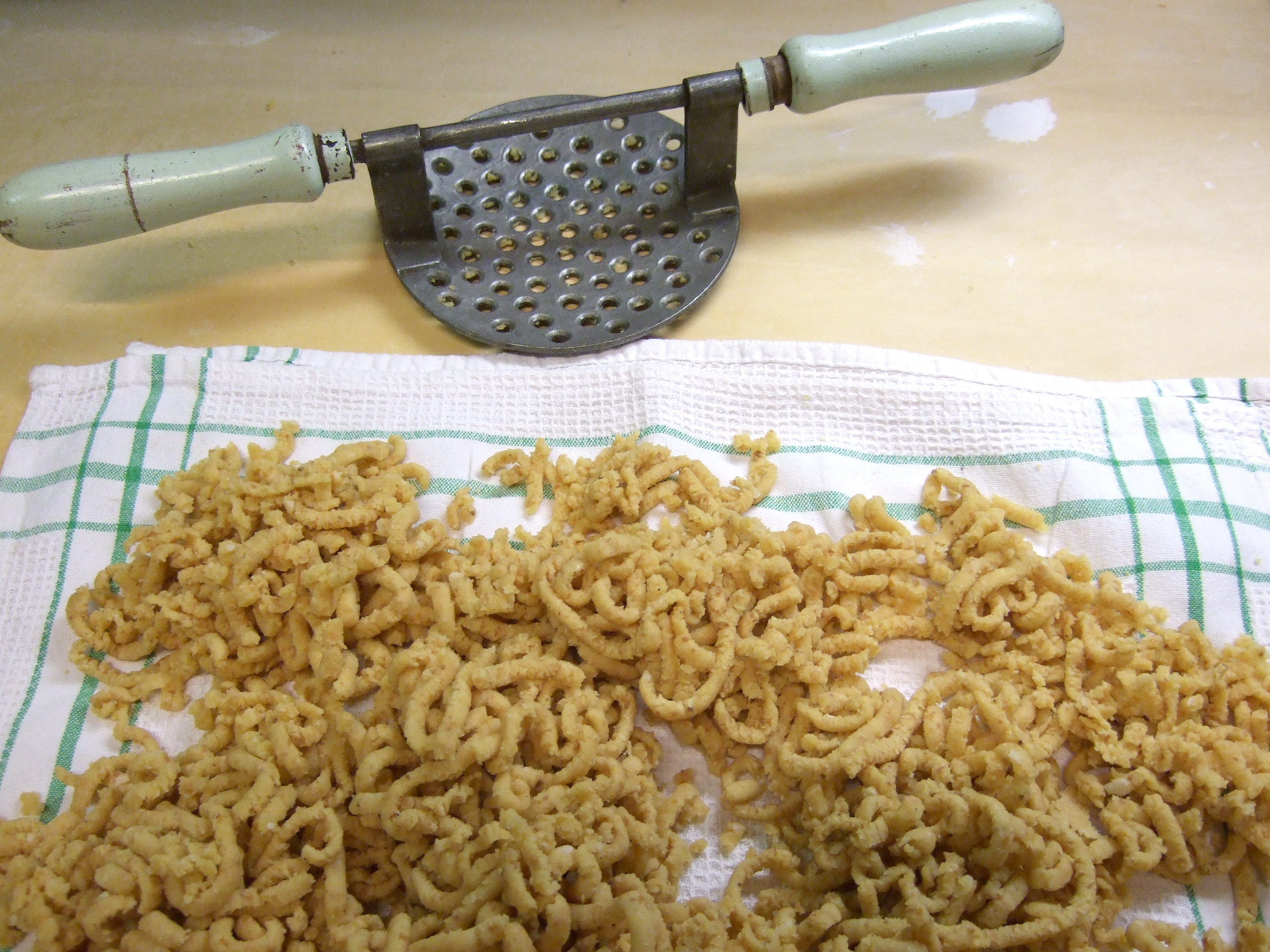
Passatelli e il ferro per farli

Mescolando uovo, pane grattugiato, formaggio parmigiano (o anche formaggio di fossa) grattugiato, noce moscata, scorza di limone, pepe nero si ottiene un composto dal quale, schiacciandolo con un apposito disco metallico forato dotato di manici (ferro dei passatelli), si ricavano dei cilindretti incurvati, che vengono poi cotti nel brodo di cappone o di pollo ma anche di manzo; altre varianti prevedono l'uso del brodo di pesce.
Vista la difficile reperibilità del "ferro", si utilizza molto spesso uno schiacciapatate a fori larghi e solo con questo strumento si possono ottenere passatelli molto lunghi, più adatti ad essere serviti asciutti. Diversi chef e ristoratori infatti li propongono non più solamente in brodo ma anche asciutti secondo le ricette più disparate, ad esempio con il tartufo,  con i funghi porcini, con sughi di pesce.